# Michael McLeod (hockey sobre hielo)
Michael McLeod (Mississauga, Ontario, 3 de febrero de 1998), apodado McLegend, McLovin' o Motor Mike, es un jugador profesional canadiense de hockey sobre hielo que se desempeña en la posición de centro en New Jersey Devils, equipo de la National Hockey League (NHL).

## Carrera
Fue seleccionado en la primera ronda en la NHL Entry Draft de 2016. En 2018 hizo su debut profesional con el equipo New Jersey Devils, donde lleva jugando seis temporadas.